# Miklós Seszták
Miklós Seszták (ur. 31 października 1968 w Budapeszcie) – węgierski prawnik i polityk, parlamentarzysta, jeden z liderów Chrześcijańsko-Demokratycznej Partii Ludowej (KDNP), od 2014 do 2018 minister.

## Życiorys
Ukończył w 1994 studia prawnicze na Uniwersytecie im. Loránda Eötvösa w Budapeszcie. Przez dwa lata pracował jako urzędnik, w 1996 zaczął prowadzić własną kancelarię prawniczą. Od 1998 wybierany na radnego miejskiego Kisvárdy, w latach 2002–2010 był także radnym komitatu Szabolcs-Szatmár-Bereg.
Zaangażował się w działalność partyjną w ramach KDNP, której został wiceprzewodniczącym. W wyborach w 2010 po raz pierwszy został wybrany do Zgromadzenia Narodowego. W 2014, 2018 i 2022 z powodzeniem ubiegał się o reelekcję.
6 czerwca 2014 w trzecim gabinecie Viktora Orbána objął stanowisko ministra rozwoju. Pełnił tę funkcję do 18 maja 2018.